# Chañarmuyo
Chañarmuyo är en ort i Argentina.   Den ligger i provinsen La Rioja, i den nordvästra delen av landet, 1 100 km nordväst om huvudstaden Buenos Aires. Chañarmuyo ligger 1 616 meter över havet och antalet invånare är 268.
Terrängen runt Chañarmuyo är varierad. Trakten runt Chañarmuyo är nära nog obefolkad, med mindre än två invånare per kvadratkilometer.. Närmaste större samhälle är Pituil, 13,4 km öster om Chañarmuyo. 
Omgivningarna runt Chañarmuyo är i huvudsak ett öppet busklandskap.